# Aristida multiramea
Aristida multiramea är en gräsart som beskrevs av Eduard Hackel. Aristida multiramea ingår i släktet Aristida och familjen gräs. Inga underarter finns listade i Catalogue of Life.